# N-01F
ドコモ ケータイ N-01F（ドコモ ケータイ エヌ ゼロ いち エフ ）は、NECカシオ モバイルコミュニケーションズによって開発された、NTTドコモの第3世代移動通信システム（FOMA）端末である。ドコモ ケータイの端末。キャッチコピーは、「長持ちバッテリー＆大画面液晶の防水ケータイ」。

## 概要
N-01Eの後継機であり、薄型の筐体でありながら1010mAhのバッテリーを搭載し、待受時間は最大780時間を誇る。機能面ではWiFiやBluetoothには対応していない。ワンセグ、GSM通信、おサイフケータイ、防水防塵機能には対応している。
またN-01Eに搭載されていた内側カメラも外された。
ディスプレーは狭額縁の約3.4インチと、N-01Eから更に0.2インチ拡大している。
開閉時や着信時などに背面のサブディスプレイでアニメーションを表示する機能や、その両サイドにあるLEDを7色で光らせるイルミネーション機能、なめらかワンセグ、necoコンテンツなどがN-01Eから継承されている。
なお、2014年10月1日付で、NECカシオの社名がNECモバイルコミュニケーションズ株式会社となるため、NECカシオ社名の端末としては最後となった。

## 主な機能
| 主な対応サービス                   | 主な対応サービス                                                    | 主な対応サービス                       | 主な対応サービス                                 |
| ---------------------------------- | ------------------------------------------------------------------- | -------------------------------------- | ------------------------------------------------ |
| タッチパネル                       | FOMAハイスピード7.2Mbps(受信)／5.7Mbps(送信)                        | Bluetooth                              | DCMX／おサイフケータイ                           |
| iアプリオンライン／地図アプリ      | 直感ゲーム／メガiアプリ                                             | iウィジェット                          | マチキャラ／iコンシェル(※)                       |
| ホームU／ポケットU                 | GPS／ケータイお探し                                                 | デコメール／デコメ絵文字／デコメアニメ | iチャネル                                        |
| 着もじ                             | テレビ電話／キャラ電                                                | ケータイデータお預かりサービス         | フルブラウザ                                     |
| おまかせロック／ バイオ認証        | 外部メモリーへiモードコンテンツ移行／ユーザーデータ一括バックアップ | トルカ                                 | iC通信／iCお引越しサービス                       |
| きせかえツール／ダイレクトメニュー | バーコードリーダ／名刺リーダ                                        | 2in1                                   | エリアメール／ソフトウェアーアップデート自動更新 |
| GSM／3Gローミング（WORLD WING）    | 着うたフル／うた・ホーダイ                                          | Music&Videoチャネル／ビデオクリップ    | デジタルオーディオプレーヤー(WMA)(AAC)(SD-Audio) |

※オートGPS、海外GPS対応

## プリインストールアプリ
- Mobage
- 楽オクアプリ
- iD設定アプリ
- DCMXクレジットアプリ
- Gガイド番組表リモコン
- 地図アプリ
- モバイルSuica登録用iアプリ
- 今の為替と株価
- マクドナルドトクするアプリ
- E★エブリスタアプリ
- お天気アプリ
- Twitter
- 電子マネー「nanaco」
- FOMA通信環境確認アプリ
- ドコモ料金案内
- ANAモバイルAMCアプリ
- ゴールドポイントカード
- ビックポイント機能付きケータイ
- docomo Facebookアプリ
- フォト文字クリエイター
- 駅探 乗換案内
- 日英版しゃべって翻訳

## 歴史
- 2013年10月10日 - NTTドコモより発表・予約受付開始。
- 2013年11月27日 - 発売開始。

## 不具合
- 2014年1月9日に以下の不具合の修正がソフトウェアアップデートによって行われた。
  - iモードブラウザからiアプリを起動させると、まれにiアプリが正常に動作しない場合がある。
- 2014年10月16日に以下の不具合の修正がソフトウェアアップデートによって行われた。
  - スケジュールメニューで「前日まで削除」を実行すると、まれに携帯電話（本体）が再起動する場合がある。